# Iset
Iset, o Isis, va ser una reina egípcia de la XVIII Dinastia. Va rebre el nom de la deessa Isis. Era esposa o concubina secundària de Tuthmosis II.

## Biografia
Iset era la mare de Tuthmosis III, l'únic fill de Tuthmosis II. El seu nom apareix esmentat a les venes de la mòmia del seu fill (mort l'11 de març de 1425 aC) i a una estàtua trobada a Karnak.
| st | t · H8 |

| st | t · H8 |

Tot i que en aquestes inscripcions a Iset se la defineix com a Gran Esposa Reial, durant el regnat de Tuthmosis II la Gran Esposa Reial va ser Hatxepsut. Tuthmosis II va morir el 1479 aC i, després de la seva mort, Hatxepsut va esdevenir regent del jove rei Tuthmosis III, que es va convertir en el cap dels exèrcits d'Egipte.

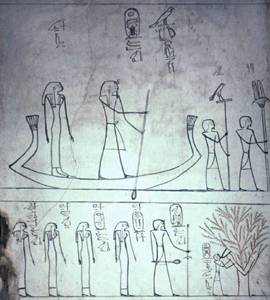
Tuthmosis III i la seva família representats a la seva tomba KV34. Al vaixell hi van: Menkheperre, Thutmosis III i la seva mare Iset.

Hatxepsut va governar com a faraó fins a la seva mort el 1458 aC, quan el seu co-regent, Tuthmosis III, es va convertir en faraó. En aquell moment, Iset va rebre el títol de "Mare del rei" (ja que el seu fill s'havia convertit en faraó) i potser hauria estat designada també Esposa Reial si no ho havia estat ja anteriorment.
En el moment en què Tuthmosis III es va convertir en el faraó Neferure, la filla d'Hatxepsut i Tuthmosis II, era l'Esposa de Déu. Havia exercit aquest paper durant tot el regnat de la seva mare com a faraó. Neferure probablement es va casar amb Tuthmosis III, tot i que l'única evidència d'aquest matrimoni es troba en una estela que mostra la reina Satiah, el nom de la qual podria haver estat esculpit sobre el d'una altra reina precedent. La Gran Esposa Reial, Merit-Ra Hatshepsut, es va convertir en la mare del seu successor.
El seu fill Tuthmosis III representa a la seva mare diverses vegades a la seva tomba a la Vall dels Reis. A la KV34 hi ha representacions del rei amb diversos membres de la família femenina en un dels pilars. La seva mare, la reina Isiet, hi ocupa un lloc destacat. La reina Iset hi apareix representada darrere del seu fill a la barca. És etiquetada com la mare Isis del rei. Al registre situat a sota del vaixell, Tuthmosis III apareix aproximant-se a un arbre que representa la seva mare Iset. Darrere del rei veiem tres de les seves dones: les reines Merit-Ra, Sitiah, Nebtu i la seva filla Nefertari.
No se sap si Iset era concubina o una esposa secundària de Tuthmosis II. També va rebre el títol de "La dona de Déu", però probablement només a títol pòstum.